# HBX炸藥
HBX炸藥（High Blast Explosive、HBX，或稱烈性炸藥）是一款目前仍大量運用的軍用烈性混合炸藥，為第二次世界大戰時開發的鋁末混合炸藥之改良，廣泛用在炸彈、魚雷、水雷等爆炸物中。

## 簡介
第二次世界大戰時，美國在1942年量產了比TNT炸藥爆炸威力更強的鋁末混合炸藥，但是該炸藥的敏感性較高，更容易遭到外部因素誘爆，HBX是為了提高其安全性的改良版。
和鋁末炸藥比較，HBX在調配中加入了現代炸藥常用的減敏配方蠟與卵磷脂，減低了炸藥的敏感度。在赫氏猛度試驗資料顯示，HBX炸藥大約有鋁末混合炸藥的98%-100%的爆炸威力，TNT的160%爆炸威力，但敏感度降低到B炸藥等級，雖然安全性仍不如TNT，但由於其成分仍承襲鋁末混合炸藥，因此在水下爆炸時仍有足夠的氣泡脈動（Bubble pulse）能量，維持對船隻結構的破壞力，因此得到更好的折衷表現。
HBX炸藥和其他炸藥不同的使用問題是在灌藥過程中它容易產生氣體，使得其裝載容器會增加額外的壓力。這個因素化學工程師將RDX炸藥中添加氯化鈣，藉由吸收水分的特性消除可能增生的氣體。
由於HBX炸藥在長期儲放的安全性仍然受到質疑，因此至1980年代後研發的美國研發的新型彈藥逐漸減少使用HBX，換用安全性更好的PBX炸藥系列。

## 配方
依照美軍MIL-E-22267規範，目前有三種HBX炸藥配方：HBX-1、HBX-3、H-6。
- HBX-1

| 炸藥配方重量百分比                           |           |           |            |
| RDX混合物 （添加硝酸纖維素、氯化鈣、矽酸鈣） | TNT       | 鋁粉      | 蠟與卵磷脂 |
| 40.4 ± 3%                                    | 37.8 ± 3% | 17.1 ± 3% | 4.7 ± 1%   |

- HBX-3

| 炸藥配方重量百分比                           |           |           |            |
| RDX混合物 （添加硝酸纖維素、氯化鈣、矽酸鈣） | TNT       | 鋁粉      | 蠟與卵磷脂 |
| 31.3 ± 3%                                    | 29.0 ± 3% | 34.8 ± 3% | 4.9 ± 1%   |

- H-6

| 炸藥配方重量百分比                           |           |           |            |
| RDX混合物 （添加硝酸纖維素、氯化鈣、矽酸鈣） | TNT       | 鋁粉      | 蠟與卵磷脂 |
| 45.1 ± 3%                                    | 29.2 ± 3% | 21.0 ± 3% | 4.7 ± 1%   |